# Emerald (album)
Pour les articles homonymes, voir Emerald.
Albums de Alan Stivell
Explore
(2006) AMzer
(2015)
Singles
1. Brittany's (+ Lusk)
Sortie : 2009

Emerald (Emrodez en breton, Émeraude en français) est le vingt-troisième album original d'Alan Stivell et son dix-neuvième album studio, sorti le 22 octobre 2009. L'album célèbre les quarante ans de carrière d'Alan Stivell (« noces d'émeraude ») commencée avec Reflets (1970), son premier album chanté professionnel sorti sous le nom « Alan Stivell ».

## Étapes de réalisation

### Concept
Le titre de l'album est en anglais (plutôt qu'Émeraude en français ou Emrodez en breton) car Stivell trouvait qu'il sonnait mieux dans cette langue. De plus, il est polysémique : au sens premier c'est le minéral et pierre précieuse d'émeraude, la couleur de la nature et pour les alchimistes, l'émeraude (dans laquelle on aurait taillé le Graal) perce les ténèbres et symbolise la régénération. Pour Alan Stivell, il s'agit aussi de noces d'émeraude, 40 ans après la sortie de son premier album professionnel Reflets, voir un clin d’œil à la côte d'Émeraude située près de son lieu de résidence. La couleur glaz (pays Glazik), un mot breton qui n'a pas d'équivalent en français (bleu-vert), est mise en avant dans le graphisme ; le vert, synonyme de naturel et d'équilibre, et le bleu, synonyme de fraîcheur et de liberté, peuvent également représenter l’optimisme, la sérénité, le calme, le bonheur, l’énergie, la réussite. Il choisit de voyager à travers les pays celtiques, à travers le monde (Afrique, Inde, Amérique) et les courants musicaux qui l'ont influencé (rock, électro, traditionnel).

### De l'enregistrement à la présentation sur scène

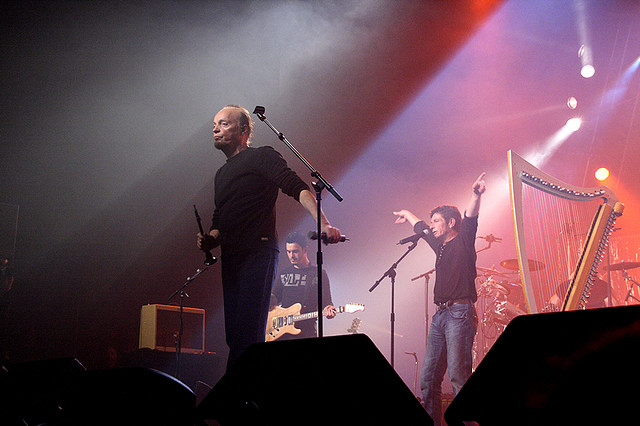
Dom DufF participe au chant à l'album

Alan Stivell fini son « travail-passion » de création le 30 juin 2009. L'enregistrement mêle cornemuses acoustique et MIDI, de même que pour les harpes. Il utilise déjà la cornemuse MIDI dans son précédent album et concernant la harpe MIDI, il réussit à appliquer ce principe à son instrument dès 1987, sur la harpe douze cordes réalisée par Leo Goas. Cependant, pour lui, « la réalité technologique n'avance pas aussi vite que les idées ou que la musique ». La réalisation de l'album montre malgré tout l'évolution technologique depuis ses premiers enregistrements. Le mastering est effectué à Londres mi-juillet.
Le single Brittany's est disponible sur l'iTunes Store dès le 28 juillet. L'album sort le 22 octobre sous le label Harmonia Mundi. Il est présenté dans l'émission CD'Aujourd'hui le 29 octobre 2009 sur France 2. En novembre, il donne un concert événement au Bataclan à Paris et une prestation au festival Yaouank à Rennes, avec la présence lors de ce grand fest-noz de Dom Duff.
Dès janvier, Alan Stivell et ses musiciens démarrent au Canada une tournée mondiale qui passe ensuite par la France, puis une rencontre de harpistes en Irlande au printemps, un voyage au Vietnam pour préparer une résidence avec des musiciens vietnamiens, présentée aux Tombées de la Nuit à Rennes en juillet. Le single Brittany's est la musique officielle du 40e Festival interceltique de Lorient 2010, utilisée pour la communication de cette édition où la Bretagne est à l'honneur et Alan Stivell à l'affiche avec Emerald Tour. Au début de 2011, à la suite du MIDEM à Cannes, l'album est distribué dans plusieurs pays européens.

### Réception dans les médias
Alan Stivell est l'invité d'honneur de l'émission On va s'gêner présentée par Laurent Ruquier sur Europe 1 le 27 janvier 2011, au cours de laquelle Brittany's est diffusé. Dans l'émission Taratata, diffusée le 17 mai 2011 sur France 2, il interprète Brittany's avec ses musiciens et Robert Le Gall. En conclusion de l'interview, le présentateur Nagui déclare à propos de l'album Emerald : « ce bijoux est signé par ce diamantaire qu'est Alan Stivell. ».
Dans Télérama, Eliane Azoulay écrit : « Toutes les facettes du polymorphe prince des musiques celtiques sont ici représentées. Le retour aux sources traditionnelles comme l'avant-garde électro, les douceurs folk comme les véhémences rock, le mélange des langues ». Yves Pouchard, dans Le Parisien, estime que « Stivell a une nouvelle fois su conjuguer techniques électroniques d'aujourd'hui et tradition avec, entre autres, l'époustouflant mix « Kan-ha-diskan » (chant à répondre), ou les voix galloises et le piano de la suite « Mac Crimon ». La fougue de cet album doit sans doute beaucoup à la pérennité de la formation ».
La revue Musique bretonne compare cet opus au précédent et aux disques des débuts : « Les morceaux sont joués plus droit. Il y a davantage de présence, de matière, dans l’ensemble pour les oreilles. Cette production cohérente s’appuie sur de bons musiciens. On retrouve avec plaisir ces associations de timbres qui ont fait les grandes heures du phénomène musical improbable advenu dans les années 1970 avec Alan Cochevelou. Le plaisir évident de la harpe au premier plan et celui du chant. Plijadur a-leizh ! ». Yann Bertrand, l'auteur de la chronique, poursuit avec une autre comparaison : « On pourra penser à la Symphonie celtique avec l’arrangement et l’intervention de l’Ensemble choral du Bout du Monde sur Mac Crimon ».

## Caractéristiques artistiques

### Analyse des chansons
Brittany's - Ar Bleizi mor (« De Bretagne - Les loups de la mer »)Les paroles écrites par Stivell placent la Bretagne comme un acteur du monde et rappellent le sens de son existence. Il est question de la mer comme trait d’union des pays celtiques, mais aussi la langue comme trait d’union entre les peuples puisque Alan Stivell mélange le breton, l’anglais, le français et le gaélique. La musique et l'interprétation présentent un côté breton assez « ethnique », rassembleur autour d'une joie partagée ; « j'avais envie de proposer une chanson qu'on peut reprendre en chœurs comme le Bro gozh, dans les stades..., ou en bis, à la manière d'un Tri martolod ». Cela s'exprime par exemple par l'influence de la « gamme vannetaise », le balancement, les anticipations, les ornementations des marches traditionnelles des sonneurs de couple, l'influence du rock anglais et pour les paroles une couleur irlandaise. Le début est un assemblage « fantaisiste » de mots piochés dans un mélange de langues celtiques, ce qui évoque sa vision du monde celte. Les assonances en d rendent le début dansant et l'emploi de la flûte irlandaise, du violon et de la bombarde en fait une sorte de nouvel hymne. « Océanais on est », les citoyens de la mer, pourrait être sa devise, car ça exprime à quel point, pour un marin, sa patrie c'est la mer (c'est-à-dire le monde mais c'est aussi son pays, la Bretagne). Le refrain (« Ar Bleizi mor… ») est directement inspiré des chants bretons qu'il chantait chez les scouts Bleimor (« loup de mer »). Au dernier couplet, il revient au breton à des quasi-onomatopées qui ont quand même un sens.

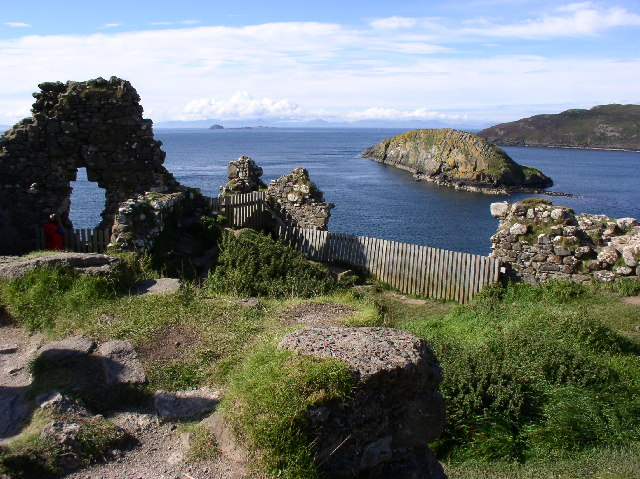
Ruines du château de Duntulm sur l'île de Skye, siège du clan Mac Donald au XVIIe siècle.

LuskAdaptation de l'air écossais Skye Boat Song (en) et des paroles en breton Luskell va bag de Yann Kerlann, avec une traduction libre en français en sous-titre : « Swing ma barque, vers Skye ». Cette ballade raconte l'échappée du prince Bonnie Charles vers l'île de Skye, grâce à l'aide de la jeune Flora McDonald, après sa défaite à la bataille de Culloden en 1746 : c'est la fin des espoirs de restauration de la lignée des Stuarts sur les trônes d'Écosse et d'Angleterre. Dans les paroles, Stivell joue avec les deux noms gaéliques de ce chant, pour rappeler son origine de l'île de Skye, mais aussi avec l'onomatopée la plus utilisée dans les Hébrides, hirio, qui signifie en breton « aujourd'hui ». Il revendique aussi « une ligne mélodique inspirée librement des vieux chants de travail, les chants « sauvages » de la région, remontant ses racines à l'an mille av. J.-C., et se reliant au monde asiatique et extra-occidental, on peut y déceler aussi le relent des marches ternaires écossaises ».
MarionigDéclinaison en slow d'un thème mélodique autrefois sonné dans des concours de bagadoù. Les paroles sont un hommage à Marion du Faouët (Marionig ar Faoued, 1717-1755), chef d'une bande de voleurs de grand chemin qui ne versaient pas le sang et épargnaient les pauvres, partie en guerre contre les Prévôts du roi de France ; une « super Robin des Bois féminine de mon coin de Bretagne » pour le chanteur.
Tamm ha tamm (« Peu à peu »)Le chant débute avec un écho comme dans les montagnes mais où les tempi hypnotiques de la danse bretonne kost ar c'hoad, proche de la gavotte, sont bien présents. Puis, le dialogue en kan ha diskan fait apparaître le chanteur Dom DufF à la fin de l'Appel à la danse, un peu en surprise. Le chant exprime l'une des préoccupations essentielles pour Stivell : la nécessité de la réunification de la Bretagne, le fait que Nantes (ancienne capitale du duché de Bretagne) doit être, d'évidence, une des trois « capitales » bretonnes, avec Rennes et Brest,. Il utilise la harpe pour le thème instrumental mais elle prend également le rôle de guitare électrique solo, qu'elle remplace totalement.

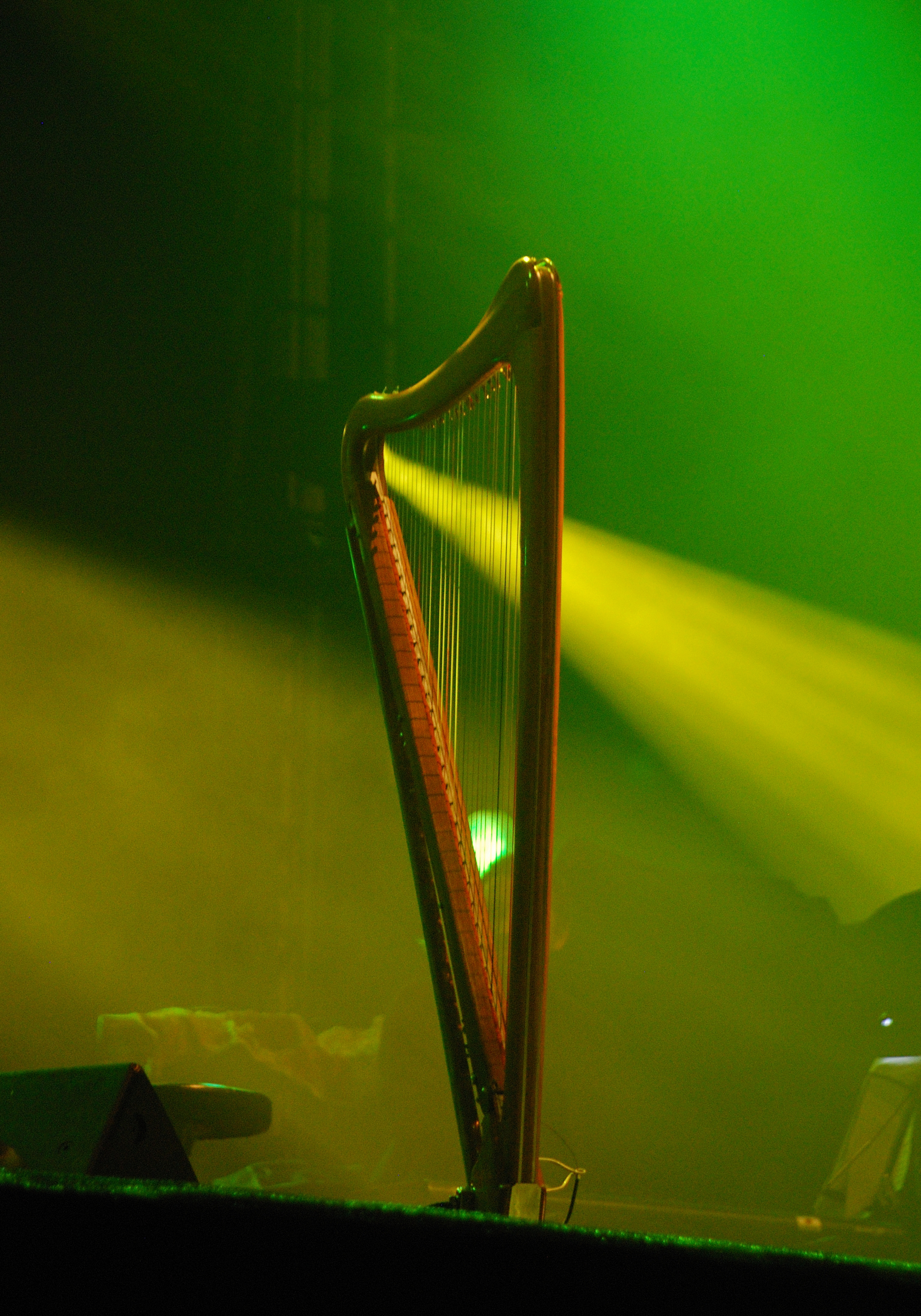
Avec sa harpe électrique, il utilise des pédales d'effets, de distorsion, boucle, delay.

Gaels' call (Glaoch na nGael)« L'appel des Gaëls » (Galv ar gouezel), « "jig binaire et normale" et round pagan », très rock et subtilement électro. La partie percussions du milieu mêle la harpe qui prend un son de guitare électrique, la cornemuse midi électronique et traditionnelle, la batterie de Marcus Camus jouée en « rebondissements » à la caisse claire écossaise d'Iwan Ellien du Bagad Gwengamp.
HarplinnMorceau improvisé de harpe, entre inspiration celtique et jazzy (avec parfois des illusions de contrebasse) que Stivell présente ainsi : « Mon impro solo en re-recording sur le proto « Solid body » (sans caisse de résonance) coélaboré avec Camac. Je joue 2 mesures de basse que je mets en « boucle », puis mon thème Plinn à l'aigu. Puis l'impro la plus libre qui soit. »
Goadec Rock« Le rock des Goadec, elles-mêmes un rock des montagnes d'Argoad » ; une réinterprétation d'une danse plinn en hommage aux chanteuses qui l'ont le plus influencé, où le rythme et la transe de ces danses sont associés à la musique rock, clin d'œil à la fusion déjà présente dans Pop Plinn en 1971.
Eibhlin (Eibhlin a Ruin / Eileen Aroon)« Viendras-tu Eileen, amour ? », chant gaélique d'un dialogue d'un homme et d'une femme, celle-ci qui se trouve déchirée entre sa famille et son amour. « Je me suis souvenu du premier chant gaélique écouté sur le vieil électrophone paternel, un disque de Mary O'Hara qui s'accompagnait de la harpe irlandaise cordée nylon ou boyau. Sans le vouloir spécialement, mon arrangement met en exergue à quel point le « sean nós », le chant traditionnel gaélique, peut faire penser à l'Inde, ou d'autres fois à la Chine. »
Aquarelle / Er penn all d'al lannegEn ouvrant au hasard la revue Al Liamm, Alan tombe sur le poème O terriñ kleuz (« Autour du talus ») de Jakez Konan (1910-2003) qu'il chante pour s'amuser sur le thème instrumental An hader qu'il connaissait depuis longtemps sans avoir eu l'occasion de l'enregistrer. Et comme le poème « collait parfaitement », il l'enregistre d'une voix douce à laquelle se joignent violon, harpe, guitare acoustique 12 cordes.
An hirañ noz (« Longue nuit d'hiver »)Chant qui s'inspire du traditionnel gallois Ar Hyd y Nos (en) (All Through the Night en anglais, A-hed an noz en breton) avec une interprétation telle une berceuse ; l'introduction s'inspire du penillion gallois, une tradition qui consiste à jouer à la harpe un morceau et improviser un chant en superposition. Ce chant nocturne intime est ouvert sur les rêves des enfants et l'espoir timide des adultes, à Noël ou au creux de la nuit du solstice d'hiver.

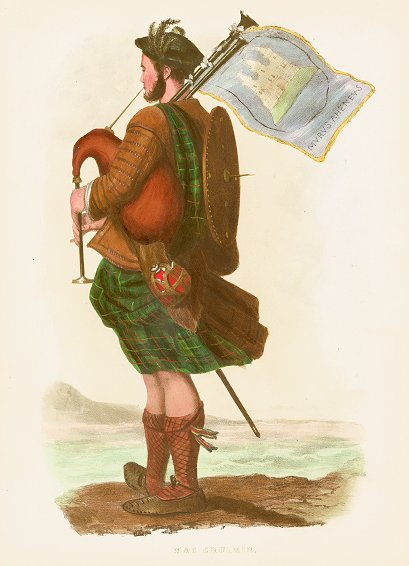
Représentation d'un "Mac Cruimin" du clan Mac Leod (île de Skye) par R. McIan en 1845

Mac CrimonTrois versions inspirées du thème de Klemmgan Mac Crimon de Roger Abjean qu'il a arrangé et réécrit les paroles. Cet air traditionnel le hante depuis l'enfance, depuis qu'il l'entendit sonné dans la forêt par son ami Gwennole Ar Menn (disparu en 2009) lors de camps scouts Bleimor ; souvenir aussi des enregistrements d'une chorale du Léon, « Kanerien Bro-Leon » et plus tard leur interprétation de l'adaptation du compositeur classique Paul Ladmirault. 
Le rythme est hypnotique, avec une influence electro dans la méthode mais en même temps très "environnementale" dans l'application. En effet, le frottement régulier de deux galets (rythme immémorial des origines), ainsi qu'un mélange de bourdons de piob-mhor (grande cornemuse) et de nappes, contrastent dans leur horizontalité sans aspérité. Ce rythme plutôt binaire permet aussi un relief très contrasté avec ce qui va se superposer. La grosse caisse qui arrive rappelle celle du pipe-band, en évoquant des percussions amérindiennes. Le rythme contraste du très lent au très rapide : le Urlar (Arleur), thème de base du piobaireachd, d'un bout de Lemluath (lammlusk), puis d'un bout de Crunluath (krommlusk), des variations basées sur la quadruple-croche. Il reprend les variations Urlar et Taorluath dans la partie III. 
Ses interventions chantées arrivent de temps en temps comme un commentaire, presque un sous-titrage. Elles sont basées sur les mêmes thèmes, mais pas du tout en unisson avec la cornemuse, décalé dans l'espace (voix plus proche de nous), dans le temps, sans tenir compte l'un de l'autre à l'enregistrement, mais suivant simplement le même balancement. Étant forcément sur la même gamme, le tout s'enchevêtre à la manière d'un entrelac. La harpe est utilisée de manière assez discrète, parfois des « tenues » influencées par la mandoline, parfois une partie de basse, plus tard, l'évocation d'un piobaireachd avec la partie Crunluath de Cha till Mac Cruimein (« MacCrimmon will never return »). Le piano évoque des sonorités anciennes et une manière très droite sur le temps, contrastant avec les mélodies interprétées très "en l'air". Dans l'avant dernière intervention, il joue lui-même au piano de manière plus libre. L'ensemble choral du Bout du Monde interprète également le chant breton sur le temps, comme écrit par Paul Ladmirault et à peu près comme l'interprétaient les Kanerien Bro Leon. Il joue encore avec d'autres contrastes : son interprétation rejoint le final solo de la cornemuse, avec des intervalles proches de la gamme pythagoricienne, il aime le « fromtement » de certaines notes comme dans le blues, entre des interprétations tempérées et les siennes.

### Pochette
Gérald Nimal est le graphiste et designer de l'album : couleur émeraude, volutes celtiques (triskell), rappel de l'île d'Avant d'accoster (Before landing), lettres toujours dans un esprit computer, photographies prises en live. Il avait d'abord travaillé (à la demande du tourneur Antoine Crespin) sur une affiche qu'aimait Alan Stivell, qui lui proposa de réaliser la pochette et le livret.

## Fiche technique

### Liste des morceaux
| 1.    | Brittany's (Ar bleizi mor)                                         | 5:56 |
| 2.    | Lusk (Skye Boat Song)                                              | 4:08 |
| 3.    | Marionig (à propos de Marion du Faouët)                            | 3:29 |
| 4.    | Tamm ha tamm (Rennes, Nantes & Brest)                              | 3:16 |
| 5.    | Gaels' Call (Glaoch na nGael)                                      | 6:07 |
| 6.    | Harplinn                                                           | 4:13 |
| 7.    | Goadec Rock (en référence aux Sœurs Goadec)                        | 5:17 |
| 8.    | Eibhlin (Eileen a Roon)                                            | 6:52 |
| 9.    | Aquarelle (Er penn all d'al lanne)                                 | 3:44 |
| 10.   | An hirañ noz (Noël, Espoir / Ar hyd y nos / All Through The Night) | 4:41 |
| 11.   | Mac Crimon (9.12) (part I)                                         | 2:23 |
| 12.   | Mac Crimon (9.12) (part II)                                        | 4:51 |
| 13.   | Mac Crimon (9.12) (part III)                                       | 2:58 |
| 57:55 |                                                                    |      |

### Crédits
- 1, 4 : Alan Stivell / Traditionnel, arrangement Alan Stivell
- 2 : Yann Kerlann (paroles), sauf partie gaélique par Alan Stivell / Traditionnel, arrangement Alan Stivell
- 3 : Traditionnel, arrangement Alan Stivell
- 5, 6 : Alan Stivell
- 7, 8 : Traditionnel / Traditionnel, arrangement Alan Stivell
- 9 : Jakez Konan / Traditionnel, arrangement Alan Stivell
- 10 : Alan Stivell - John Ceiriog Hughes, Harold Bolton, Taldir / Traditionnel, arrangement Alan Stivell
- 11, 12, 13 : Alan Stivell / Alan Stivell - Traditionnel, arrangement Alan Stivell

| - Alan Stivell : chant, harpes celtes électriques et électro-acoustiques, cornemuses écossaise et électronique, bombarde, flûtes, percus, synthés, piano - Loumi Seveno : violons, alti, vièle, bodhrán (1, 2, 4, 5, 7, 8, 9) - Christophe Peloil : alto (2) - Gaetan Grandjean : guitares acoustiques et électriques - Nicolas Méheust : orgue Hammond, mélotron, piano, basse - Marcus Camus : batterie, percussions - Iwan Ellien du Bagad Gwengamp : caisse claire écossaise (3) - Dom Duff : chant (1, 2) - Solenn Lefeuvre : chant (2) - L'ensemble choral du Bout du Monde dirigé par Christian Desbordes (11, 12) | - Réalisation, arrangements, programmation : Alan Stivell - Enregistrement : Laurent Dahyot (Studio des Sports, Rennes, Ille-et-Vilaine) - Mixage : Julien Birot (Futur Acoustic, Paris) - Mastering : Mike Marsh (Londres) - Graphisme et dedign : Gérald Nimal (Ille-et-Vilaine) - Photos : Paul Evrard, Gérard Classe, Nelly Aupy et tirées de la collection personnelle d'Alan. |